# 히노 레인저
히노 레인저(영어: Hino Ranger, 일본어: 日野·レンジャー 히노 렌자[*])는 일본 히노 자동차사가 생산하는 중형 트럭으로 1964년부터 현재까지 생산하고 있다. GVW형 8톤급 사양에서 GVW형 20톤급 6x4 저상 사양까지 다양한 라인업이 구성되었다.
대한민국의 경우 2007년부터 스카니아와 제휴를 통해 히노 500 시리즈(영어: Hino 500 Series)를 판매했으나 수요 부진과 제휴 만료와 동시에 2011년에 도입이 중단되었다. 히노 500의 판매 중단 이후, 대한민국 시장에서는 2020년에 한국 이스즈 자동차을 통해 포워드가 출시되기 전까지 일본산 중형트럭의 자리가 비어 있었다. 또한 기아자동차와 기술 제휴로 기아 라이노를 생산했으나 2004년 9월에 단종이 되었다. 또한 1985년 기아 라이노 1세대의 원판 세대에서는 히노 슈퍼돌핀과 더불어 점보 츠루타가 이 차의 광고모델이기도 했다.

## 모델

### 제 1세대 모델 (1964년~1984년)
- 1964년 7월 : 3.5톤급 사양인 KM300이 출시.
- 1964년 12월 : 롱버젼 사양인 KM340이 출시.
- 1967년 11월 : 마이너 체인지로 프론트 그릴의 디자인이 변경되었다.
- 1969년 11월 : 마이너 체인지로 프론트 그릴 코너 램프의 디자인이 변경과 동시에 헤드 램프가 4등식으로 변경되었다.
- 1978년 11월 : 마이너 체인지로 엔진이 DQ100형으로 변경되었고 뒷좌석과 바깥쪽 창문 크기가  커졌다.
- 1980년 : 배출가스 규제 대응에 따라 K-KM형으로 변경. 네이밍도 레인저 KM에서 레인저 3M로 변경되었다. 4세대 모델 출시에 따라 레인저 KL에서 레인저 4D로 변경에 맞춰 모델명이 변경되었다.
- 1982년 :  RANGER 3M의 엠블럼이 장착된 같은 해에 3세대 모델과 같은 디자인으로 변경되었다.
- 3.5톤급 1세대 모델의 경우 2세대 KL형 출시 이후에 계속 생산되었고 데이캡 사양의 경우 1995년까지 생산되었다.

### 제 2세대 모델 (1969년~1980년)

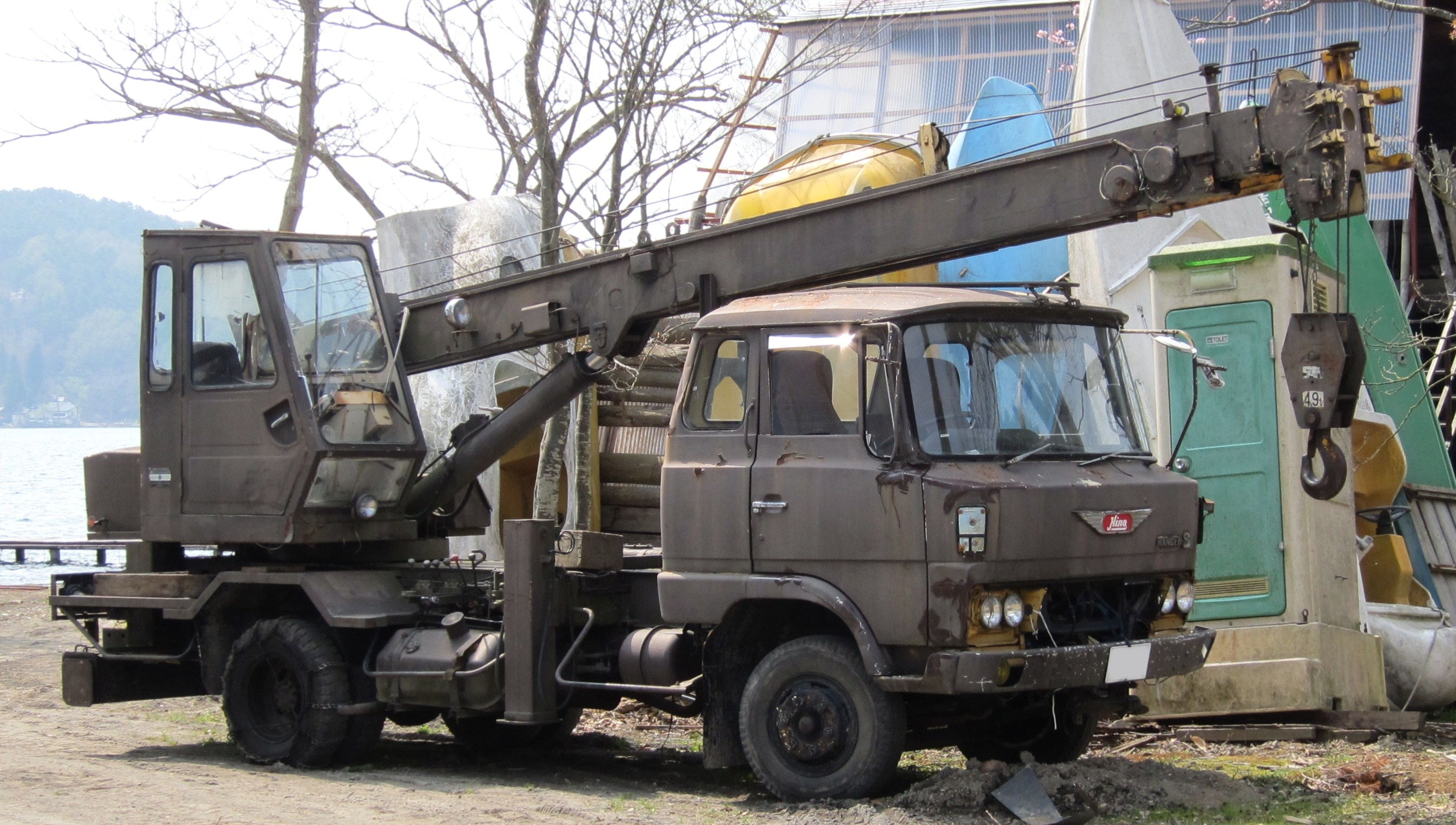
2세대 트럭 크레인 모델

- 1969년 1월 : 출시. 디자인의 경우 이로부터 8개월 뒤에 나온 ZM계 모델과 유사한 모델이 특징이다. 엔진은 새로 개발된 EC100형이 탑재되었다.
- 1970년 6월 : 수평 대향식 와이퍼가 장착되었고, 로고가 변경되었다.
- 1972년 6월 : EH100형이 탑재한 KL-S이 출시.
- 1972년 12월 : 마이너 체인지로 프론트 그릴 변경 및 외관 디자인이 일부 변경되었고, 6톤급 사양이 출시되었다.
- 1974년 7월 : EH300형 엔진을 탑재한 KL-SS 사양이 추가되었다.
- 1975년 9월 : 마이너 체인지로 프론트 그릴이 변경되었다.
- 1977년 1월 : EH700형 엔진을 탑재한 KL-SD 사양이 추가되었다.
- 1978년 6월 : EH700형 엔진이 개량되었다.

### 제 3세대 모델 (1980년~1989년)
- 1980년 2월 : 출시. 차량 별칭은 바람의 레인저(일본어: 風のレンジャー 카제노 렌자[*])란 명칭이 붙였다. 차량 명칭도 변경되면서 4L, 4S, 4D로 변경되었다. 초기형 모델의 경우 원형 헤드라이트가 적용되었다.
- 1982년 6월 : 마이너 체인지로 전면 그릴이 회색으로 변경과 동시에 검은색 띠가 추가되었다.
- 1982년 11월 : 히노 레인저 터보 U (4E) 모델이 출시되었다.
- 1984년 1월 : 배출가스 규제 대응에 따라 마이너 체인지로 직사각형 헤드램프가 적용되었다.
- 1986년 4월 : 마이너 체인지로 레인저 플러스 파이브란 명칭이 붙였다.
- 1988년 6월 : 마이너 체인지로 원업 레인저 플러스 파이브란 명칭이 붙였다.

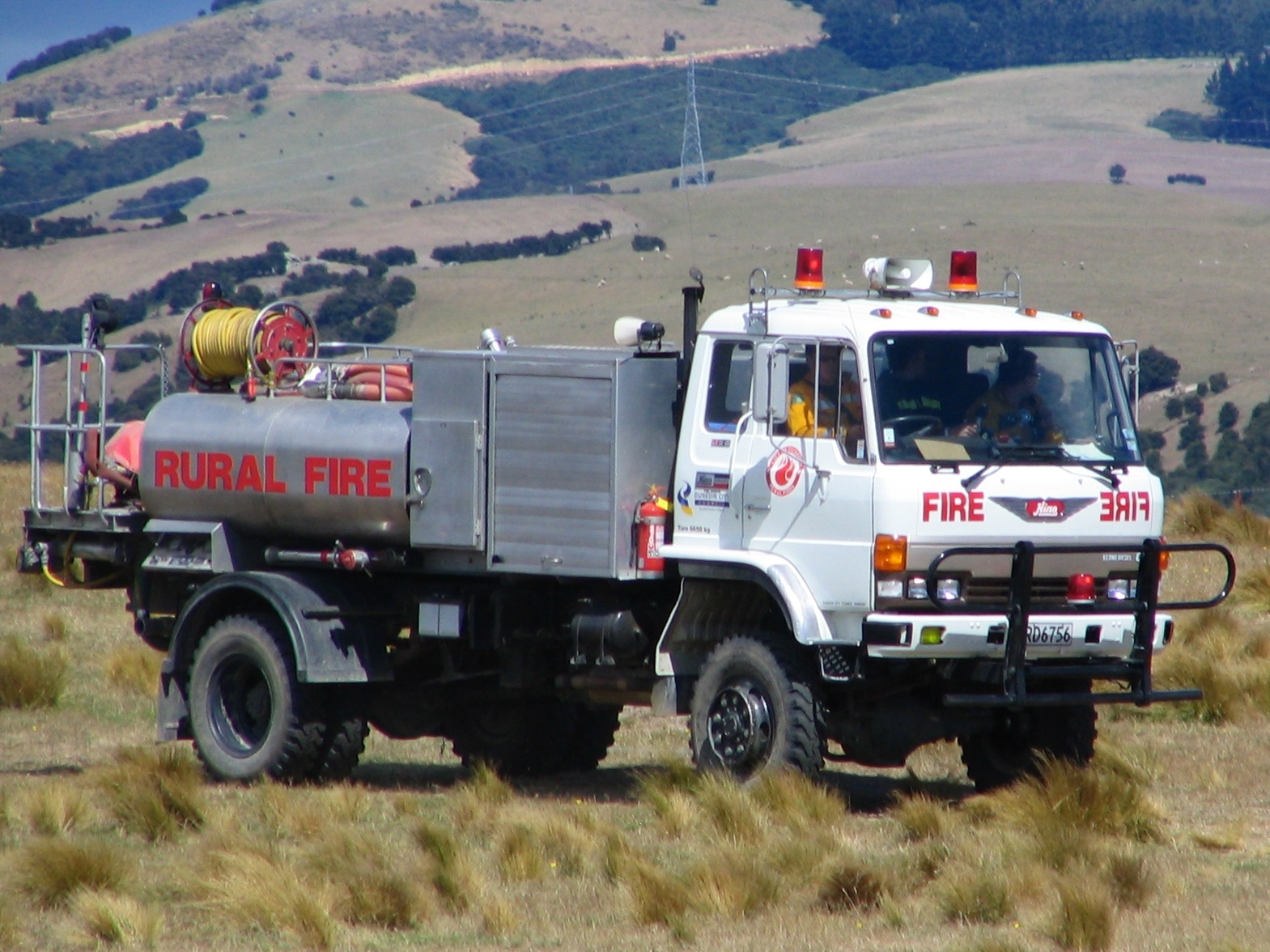
3세대 후기형

### 제 4세대 모델 (1989년~2001년)

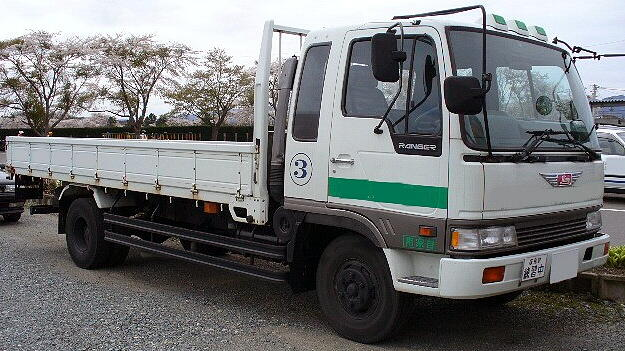
4세대 GD 카고 사양

- 1989년 7월 : 출시. 차량 별칭은 크루징 레인저(일본어: クルージングレンジャー 크루징구렌자[*])란 명칭이 붙였다. 엔진의 경우 H07D형이 탑재되었고, 2등식 헤드램프가 적용되었다.
- 1989년 9월 : 7톤급 사양인 FF 모델이 출시되었다.
- 1989년 10월 : 인터쿨러 터보엔진 사양이 추가되었다.
- 1990년 5월 : 4톤급 사양인 FD에 리어 에어 서스펜션 사양과, 8톤급 FG, 3축 저상 사양인 GK, 4WD 사양인 FT 모델이 출시되었다.
- 1992년 12월 : 마이너 체인지로 ABS 옵션이 추가되었다.
- 1993년 3월 : 4WD 사양인 FX 모델이 출시되었다. 엔진도 J08C형이 탑재되었다.
- 1994년 10월 : 마이너 체인지로 레이징 레인저(일본어: ライジングレンジャー 라이징구렌자[*])란 명칭이 붙였다. 엔진의 경우 J05C형, J07C형 사양이 추가되었다. 차량 엠블램도 변경되었다.
- 1995년 2월 : FC 차량이 출시되면서 데이캡 레인저 모델이 단종되었다.
- 1995년 5월 : 3.5톤급 사양인 FB 모델은 도요타 자동차에 OEM 공급을 개시했다.
- 1996년 : J08C형 엔진에 커먼 레일 분사 시스템을 탑재되었다.
- 1997년 8월 : 5.5톤급 사양인 4WD급 GX를 라인업에 추가되었다.
- 1999년 3월 : 마이너 체인지로 스페이스 레인저(일본어: スペースレンジャー 스페스렌자[*])란 명칭이 붙였다. 에어백이 탑재되었고 도어 핸들을 금속에서 플라스틱제로 변경했다.

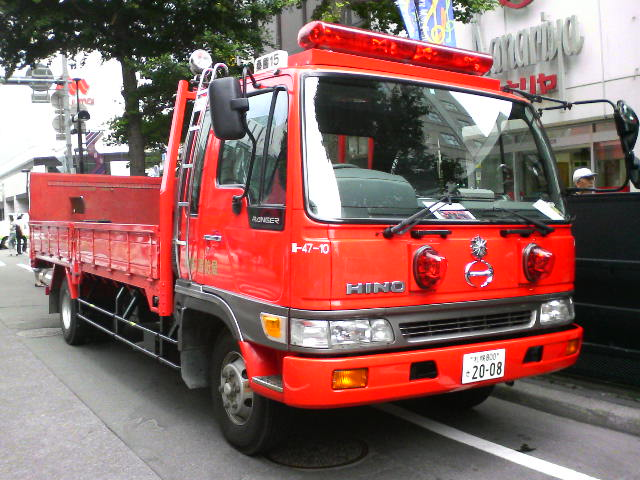
라이징 레인저 FD
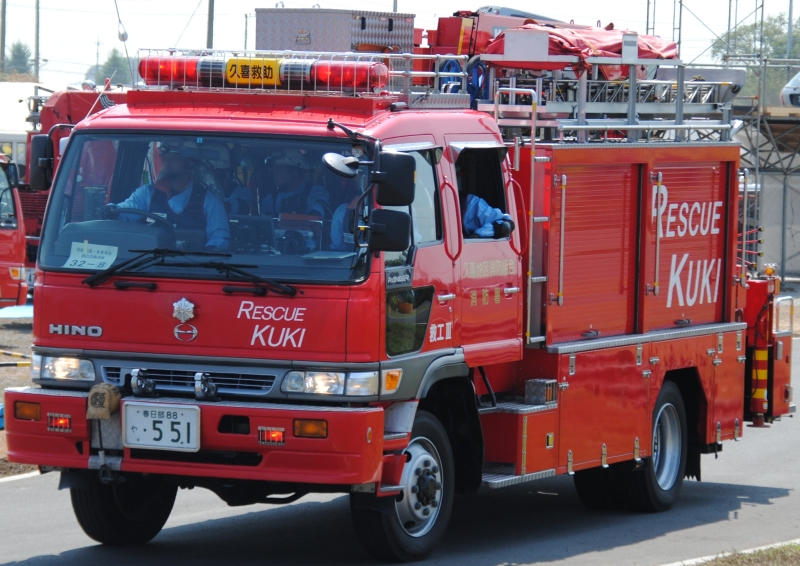
라이징 레인저 GX
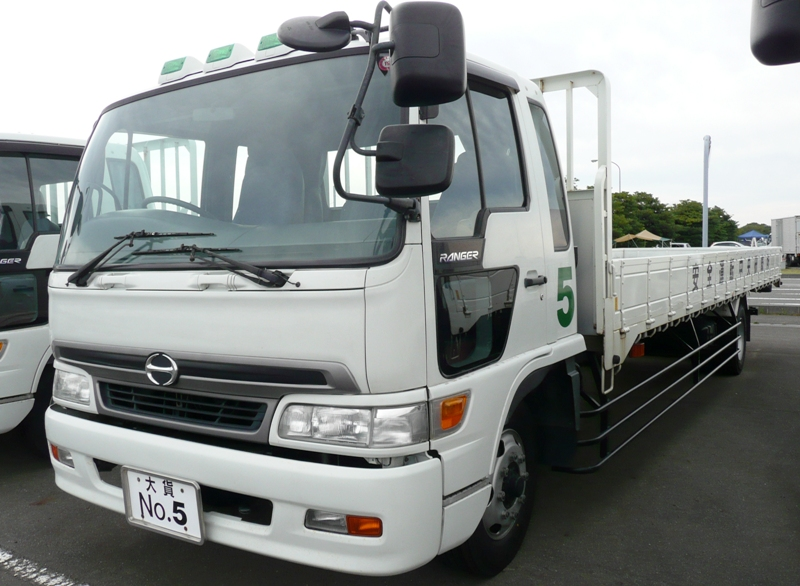
스페이스 레인저 FE
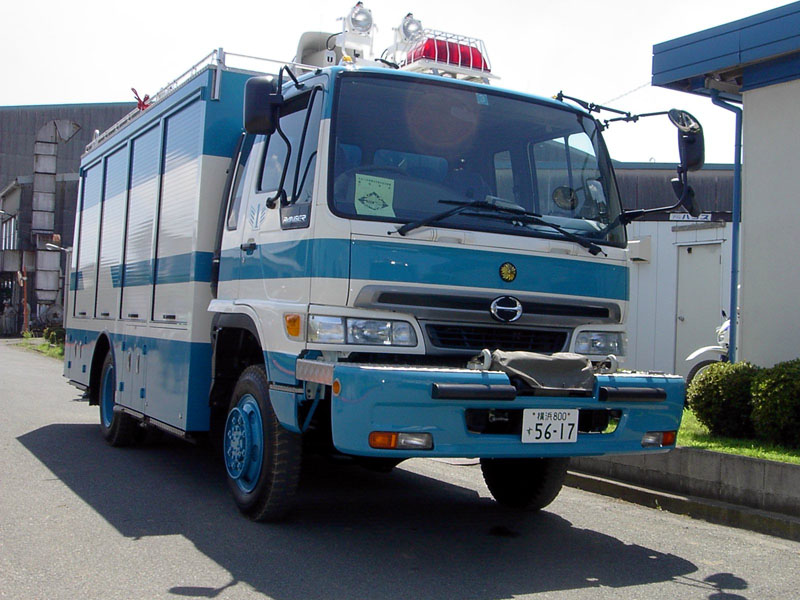
스페이스 레인저 FT
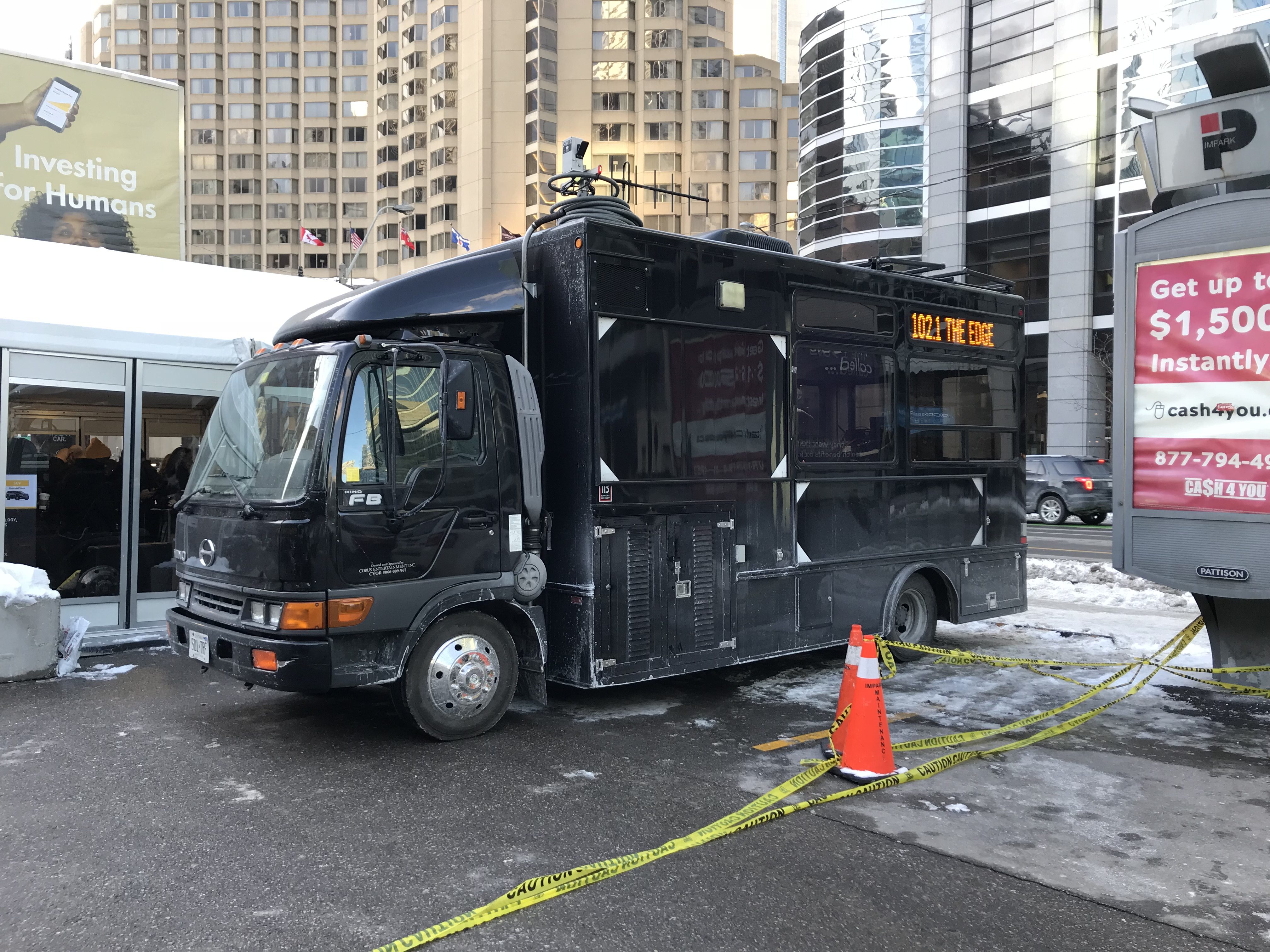
레인저 FB 북아메리카 사양

### 제 5세대 모델 (2001년~2017년)
- 2001년 12월 : 출시. 차량 별칭은 레인저 프로(일본어: レンジャープロ 렌자프로[*])란 명칭이 붙였다. 4세대 모델과 달리 에어식 주차 브레이크를 채용했다.
- 2002년 9월 : 저공해 사양인 LE 차량이 굿 디자인 상을 수상했다.
- 2003년 4월 : PM 모델에 한해 에어 서스펜션이 탑재되었다.
- 2004년 : 마이너 체인지로 레인저(일본어: レンジャー 렌자[*])란 명칭이 붙였다. 그릴의 색상이 회색으로 변경되었고, 엔진의 경우 직분사 커먼레일 인터쿨러 터보로 변경되었다.
- 2005년 5월 : 천연 가스 사양이 출시되었다.
- 2006년 10월 : 전 라인업에 배출가스 중량차 BDG에 인증했다.
- 2007년 2월 : 멀티 인포메이션 시스템을 탑재했다.
- 2008년 9월 : 하이브리드 사양의 경우 기계식 AT 탑재 차량이 추가되었다.
- 2010년 : 12톤급 GVW 모델이 클린 디젤 시스템인 에어 로프를 탑재했다.
- 2011년 : 8톤급, 11톤급 GVW 모델도 클린 디젤 시스템인 에어 로프를 탑재했다.

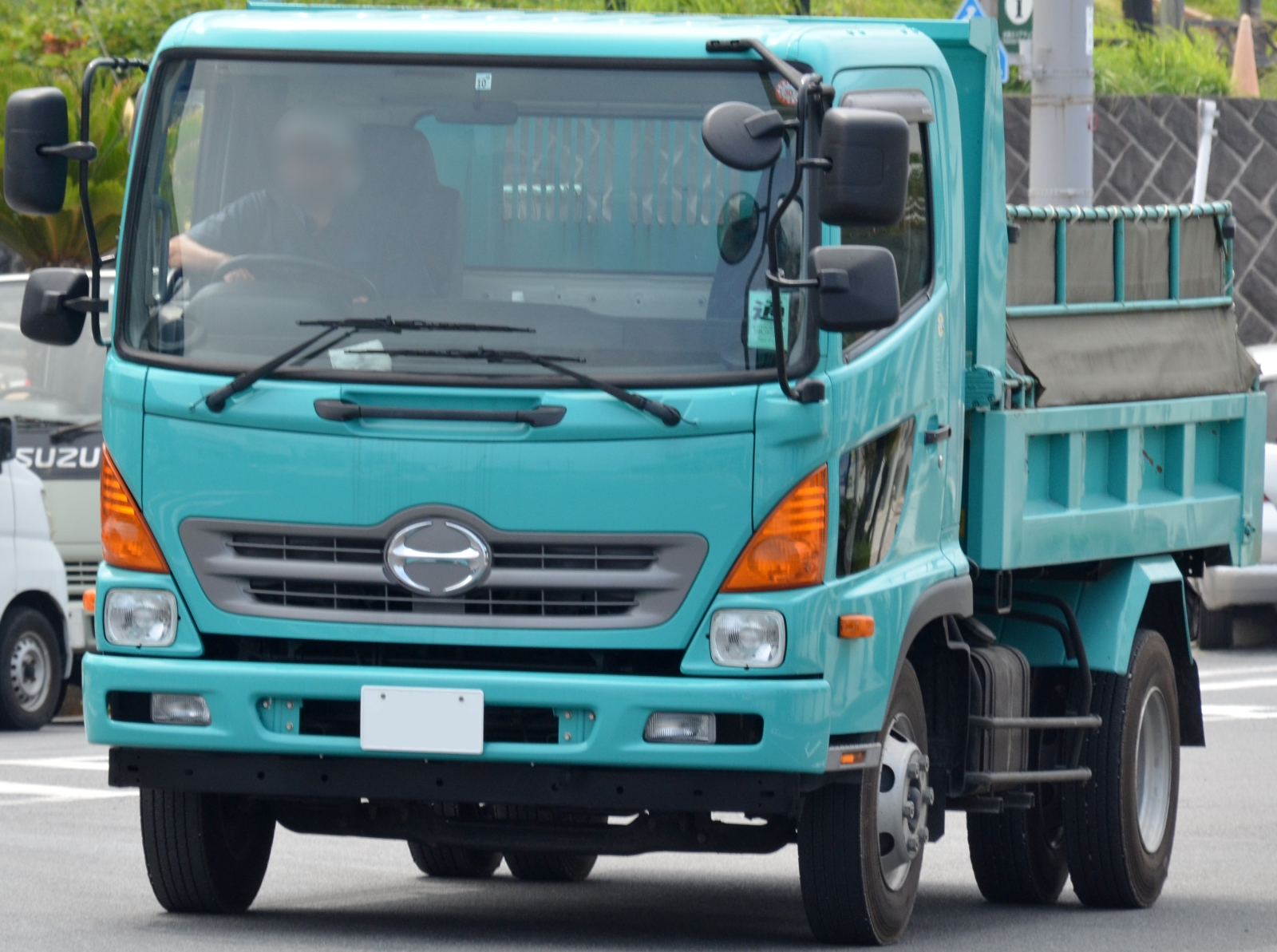
레인저 FC (캡라이트 사양)
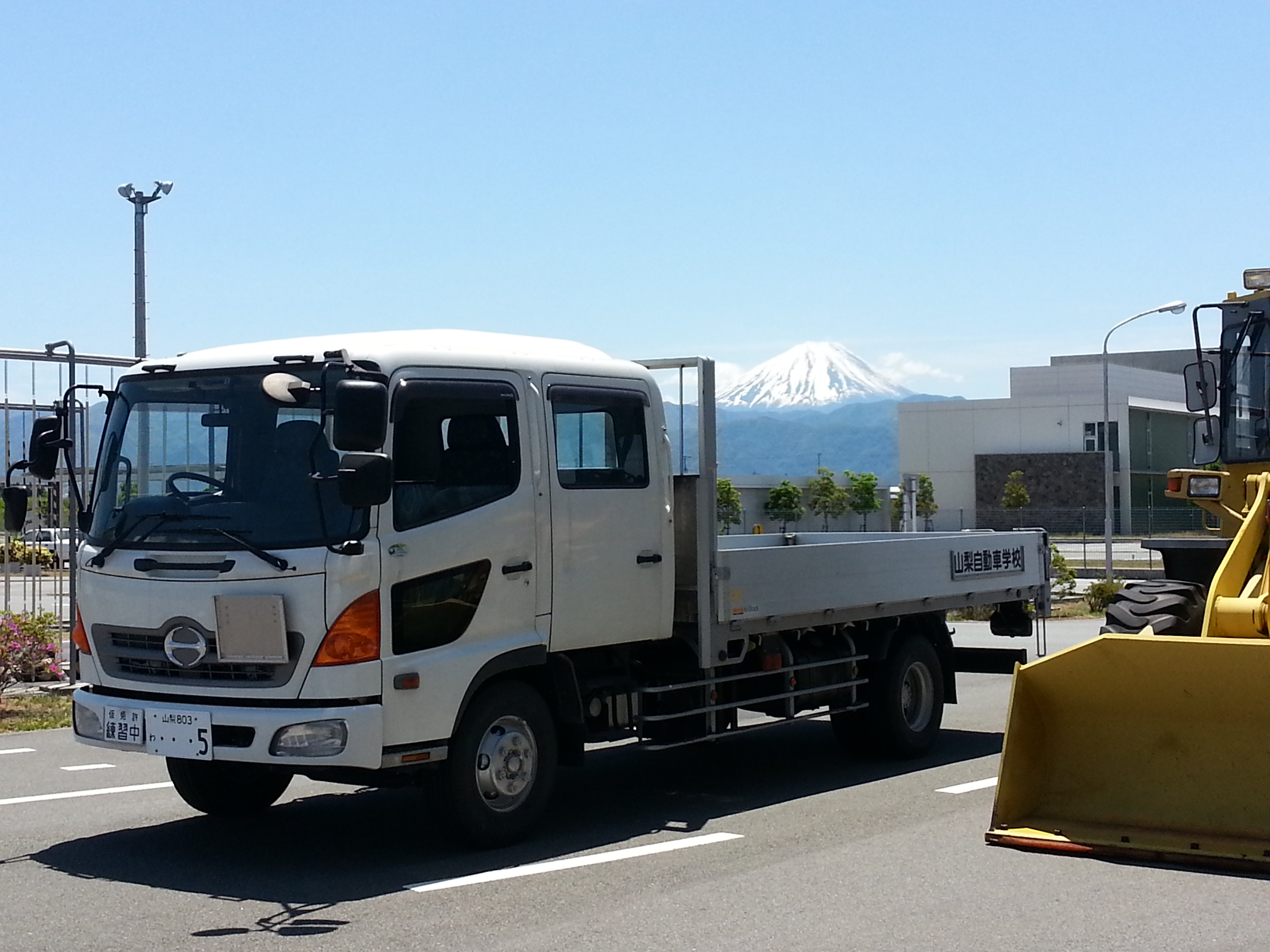
레인저 GD (더블캠 사양)
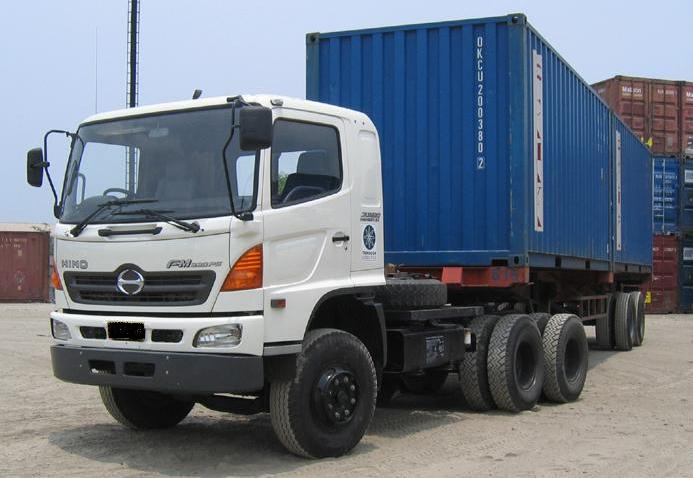
레인저 FM (트랙터 사양)
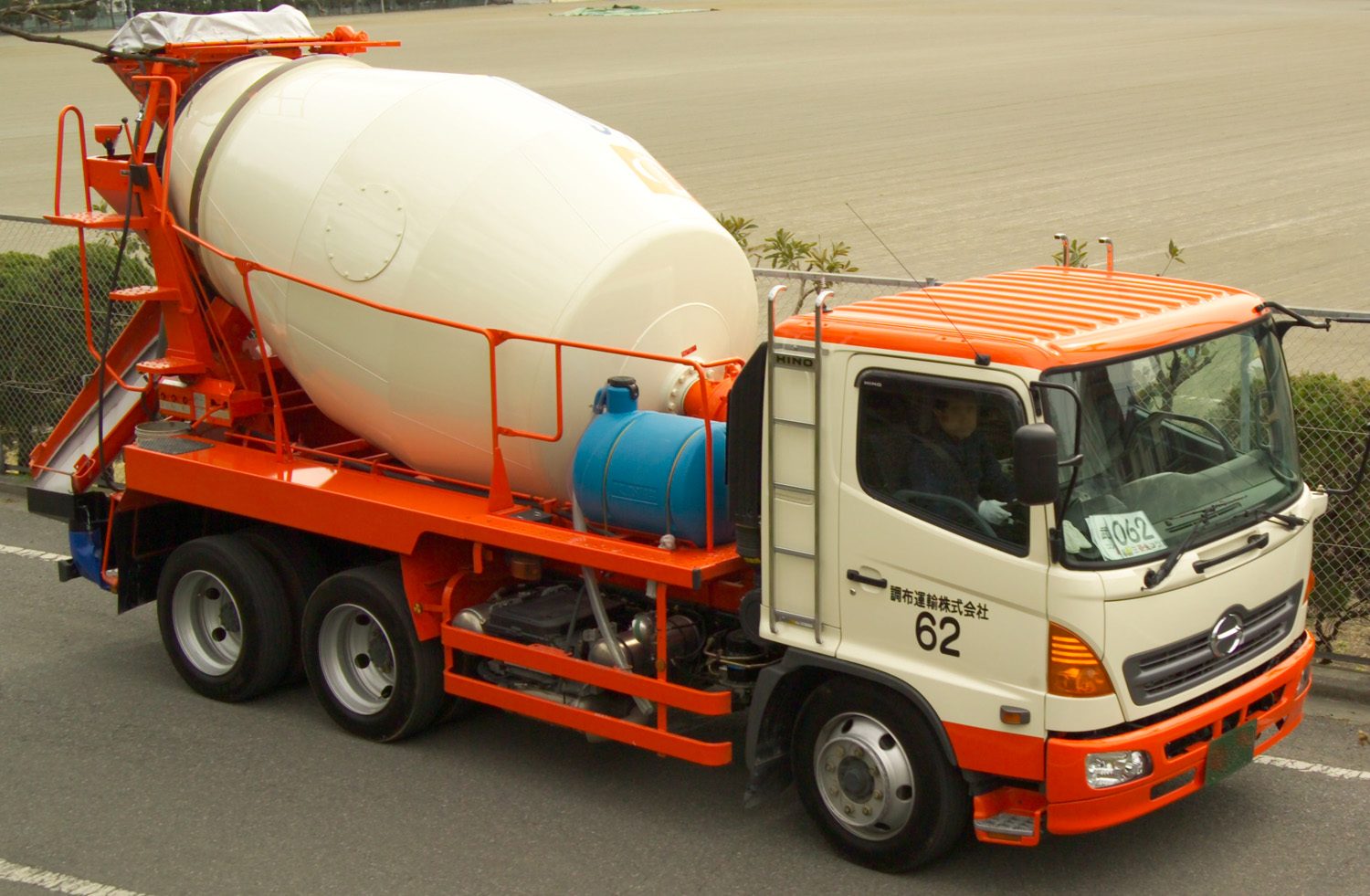
레인저 GK (레미콘 사양)
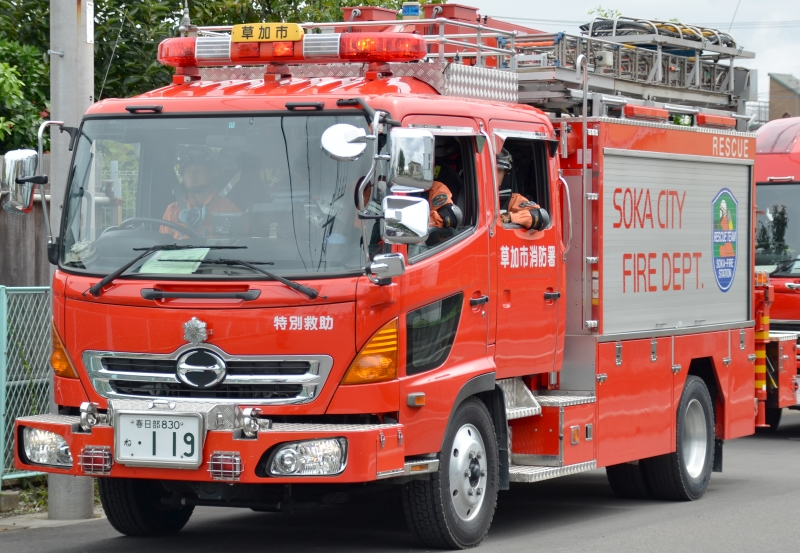
레인저 GX
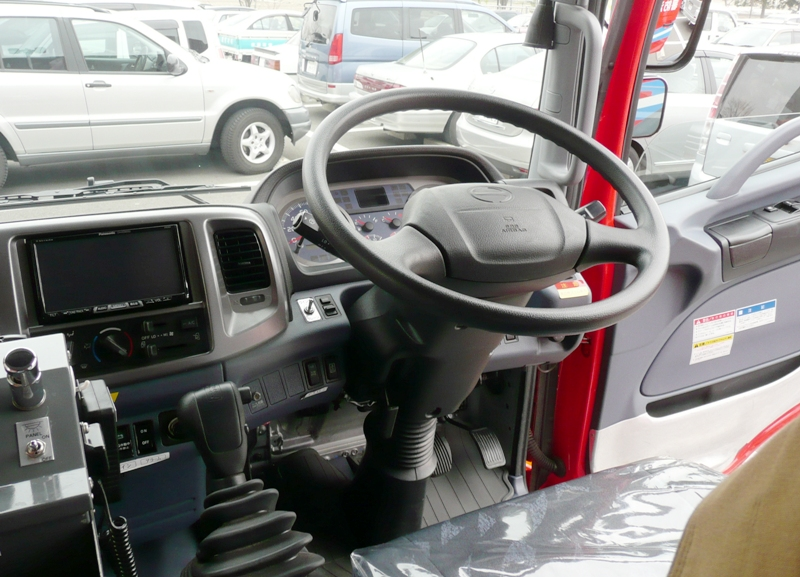
레인저 5세대 운전석

### 제 6세대 모델 (2015년1월~ 현재)

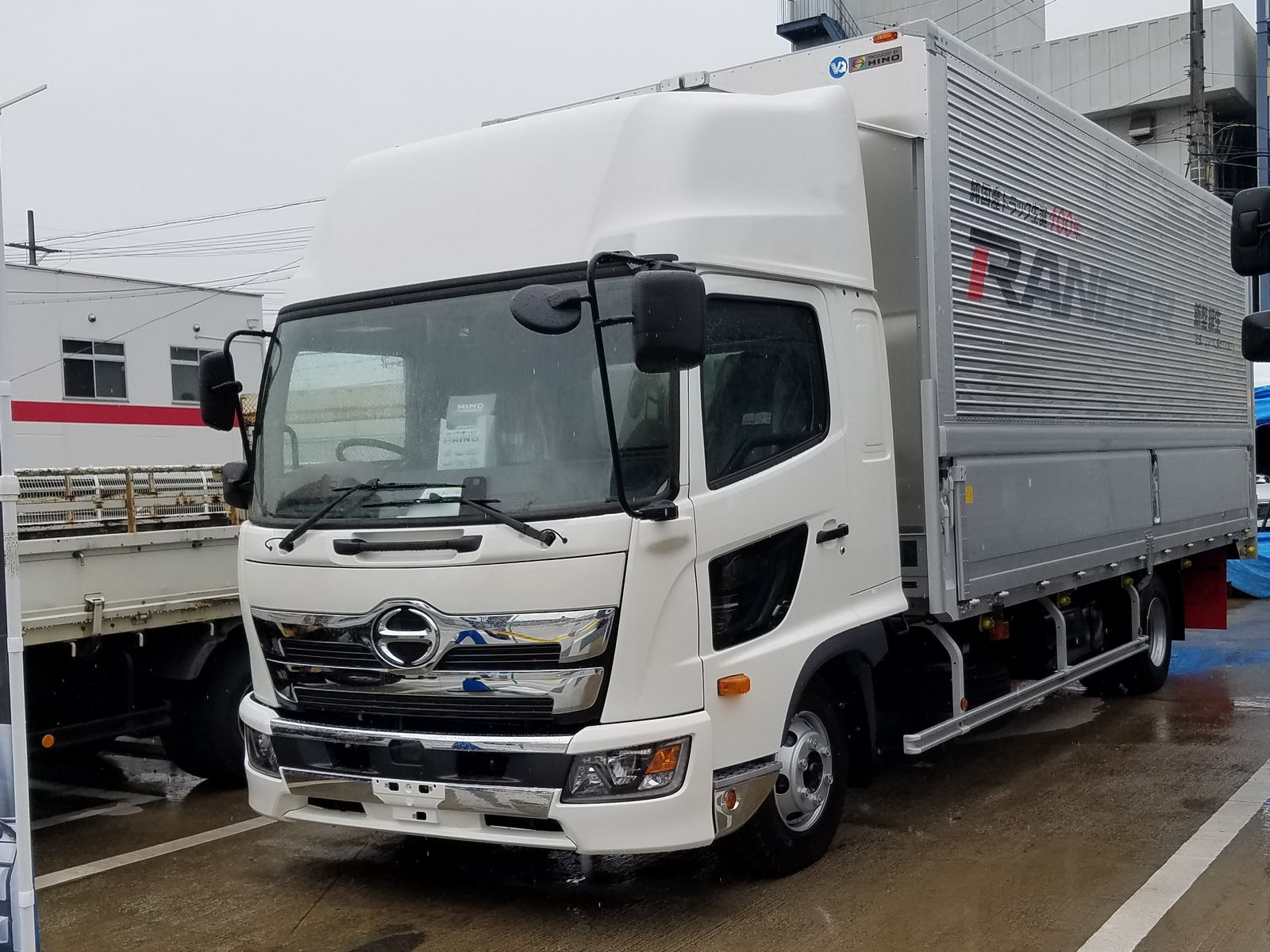
6세대 레인저 FD

- 2015년 1월 : 인도네시아에서 최초로 6세대 차량이 출시되었다.[2][3]
- 2017년 4월 5일 : 일본 사양의 경우 히노 프로피아 모델과 함께 16년 만에 풀체인지 모델로 출시되었다. 그와 동시에 12톤 사양은 히노 프로피아 모델과 통합되면서 단종되었다.[4]
- 2017년 9월 16일 : 16톤 사양의 FG 모델과 20톤 사양의 GK 모델이 출시되었다.[5]
- 2017년 10월 4일 : 굿 디자인 상을 수상했다.[6]
- 2018년 1월 12일 : 도쿄 오토살롱에 출시되었다.[7]

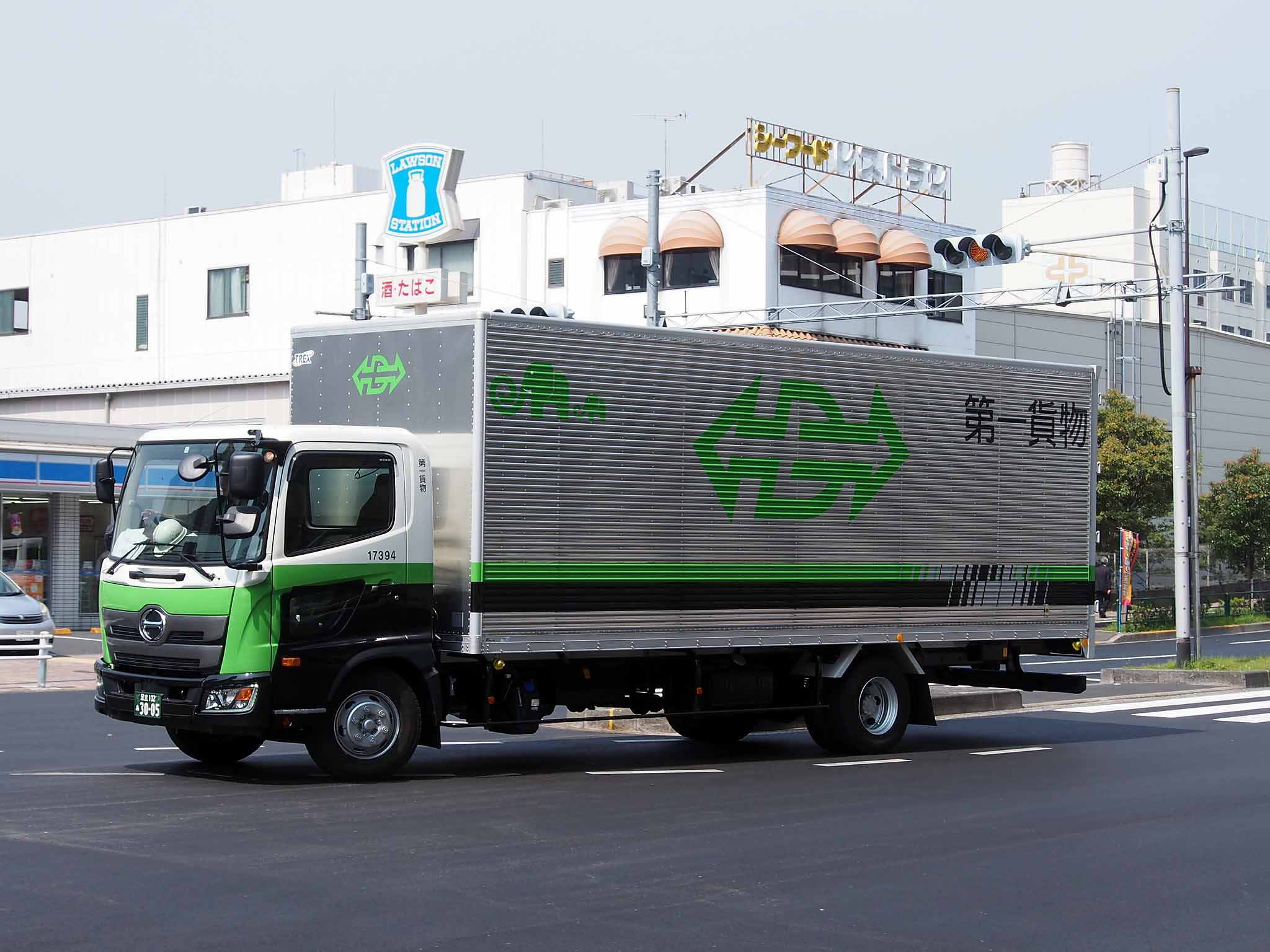
6세대 레인저 FC
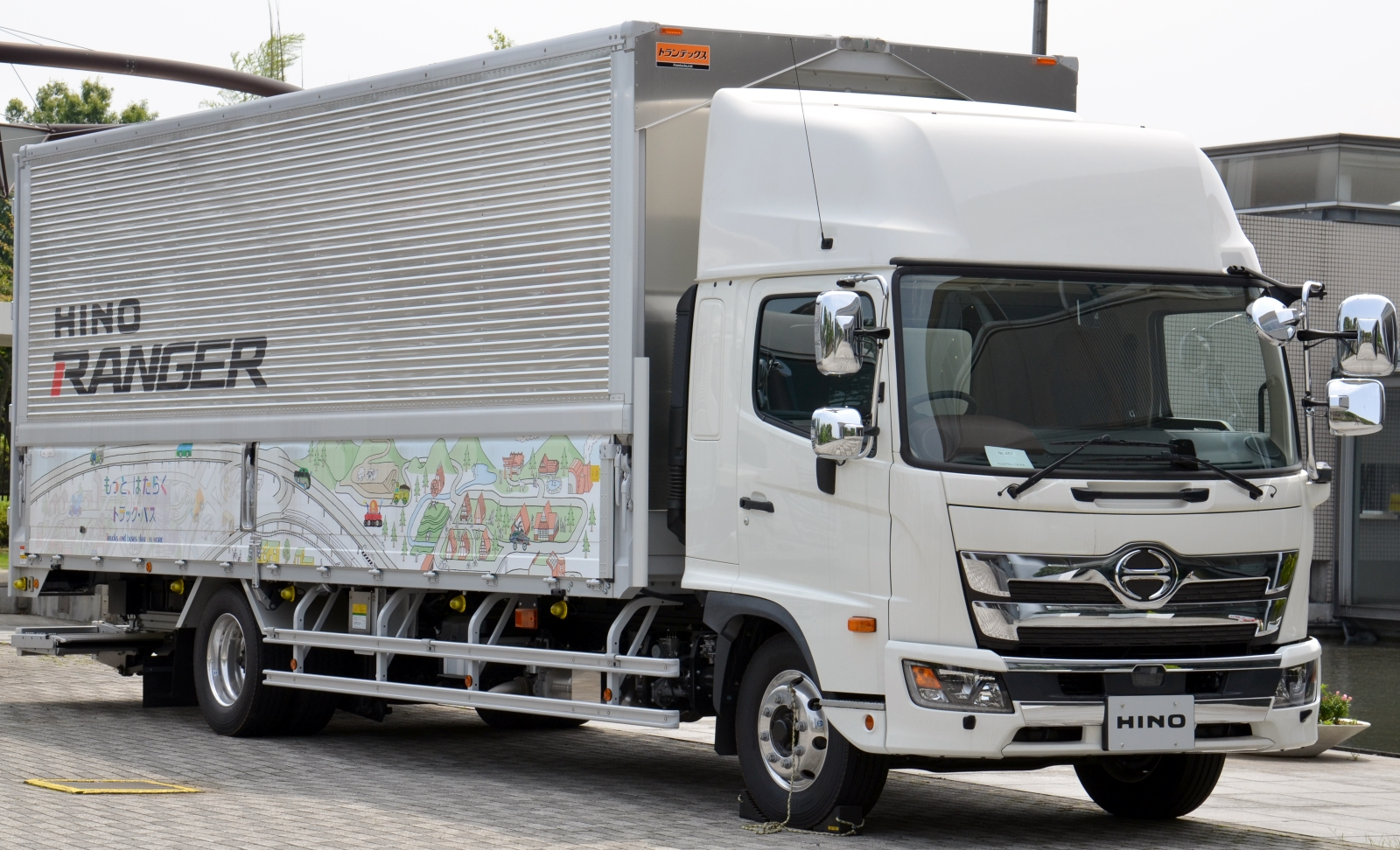
6세대 레인저 FE
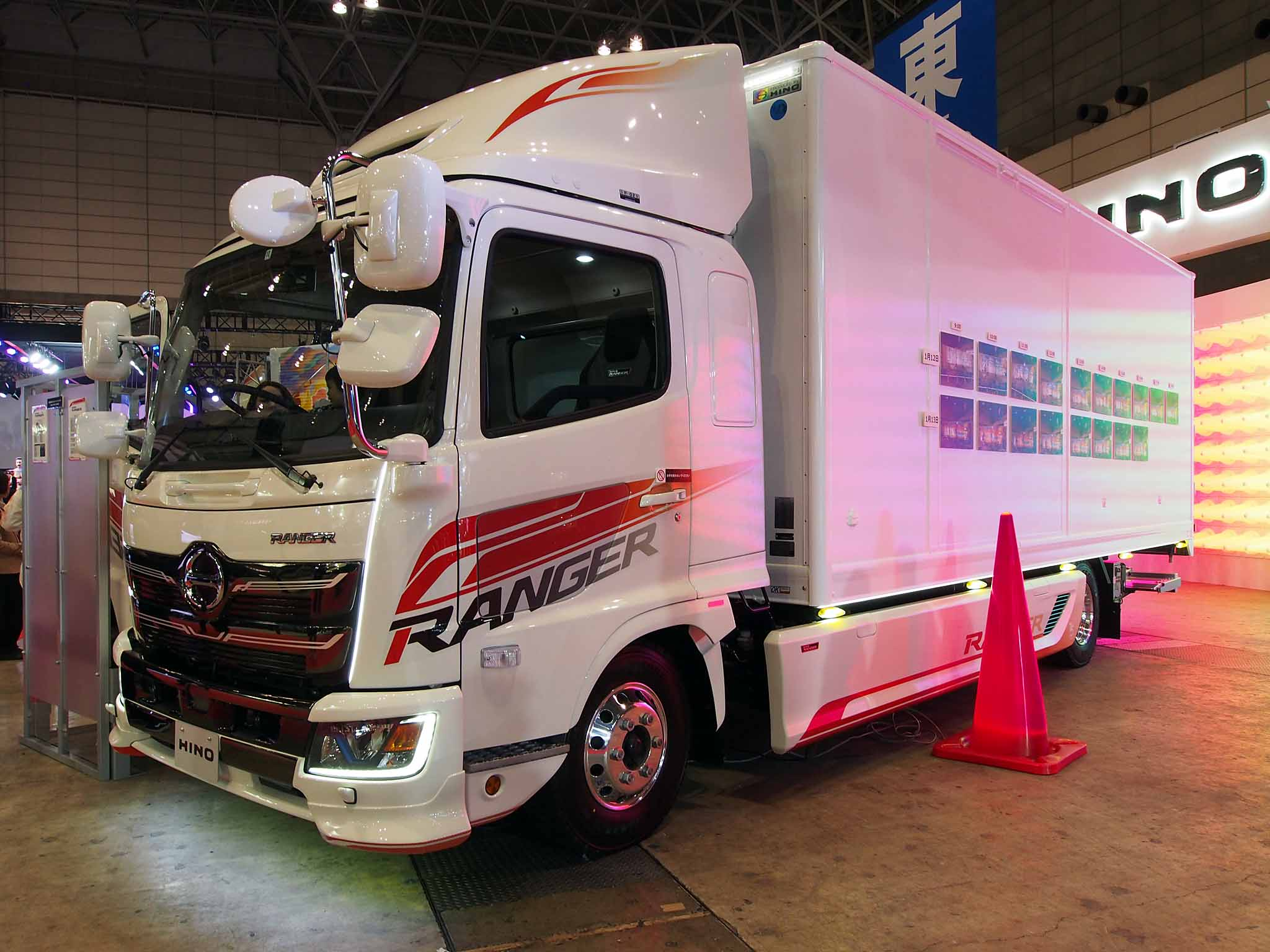
6세대 레인저 FD
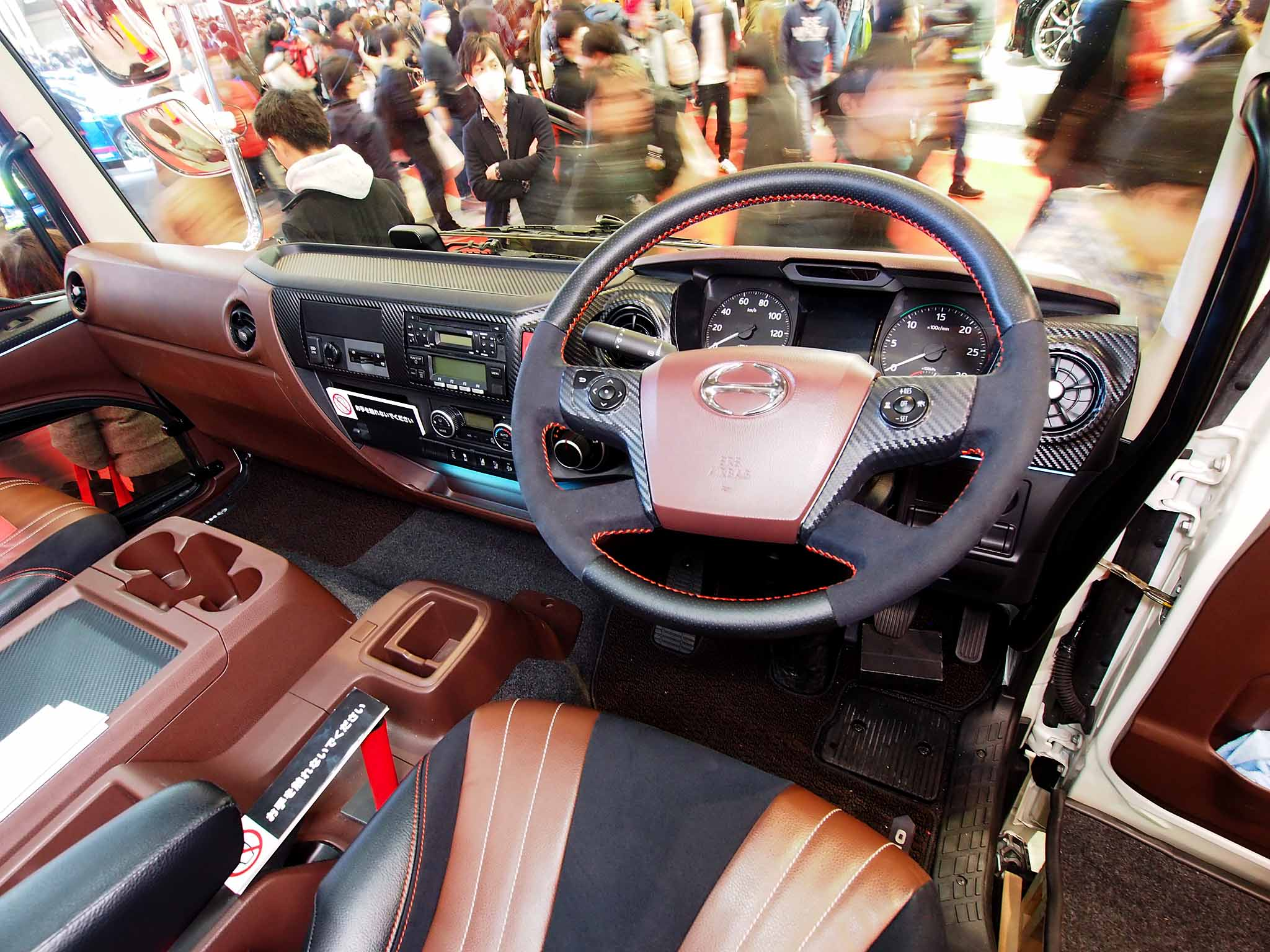
6세대 레인저 운전석
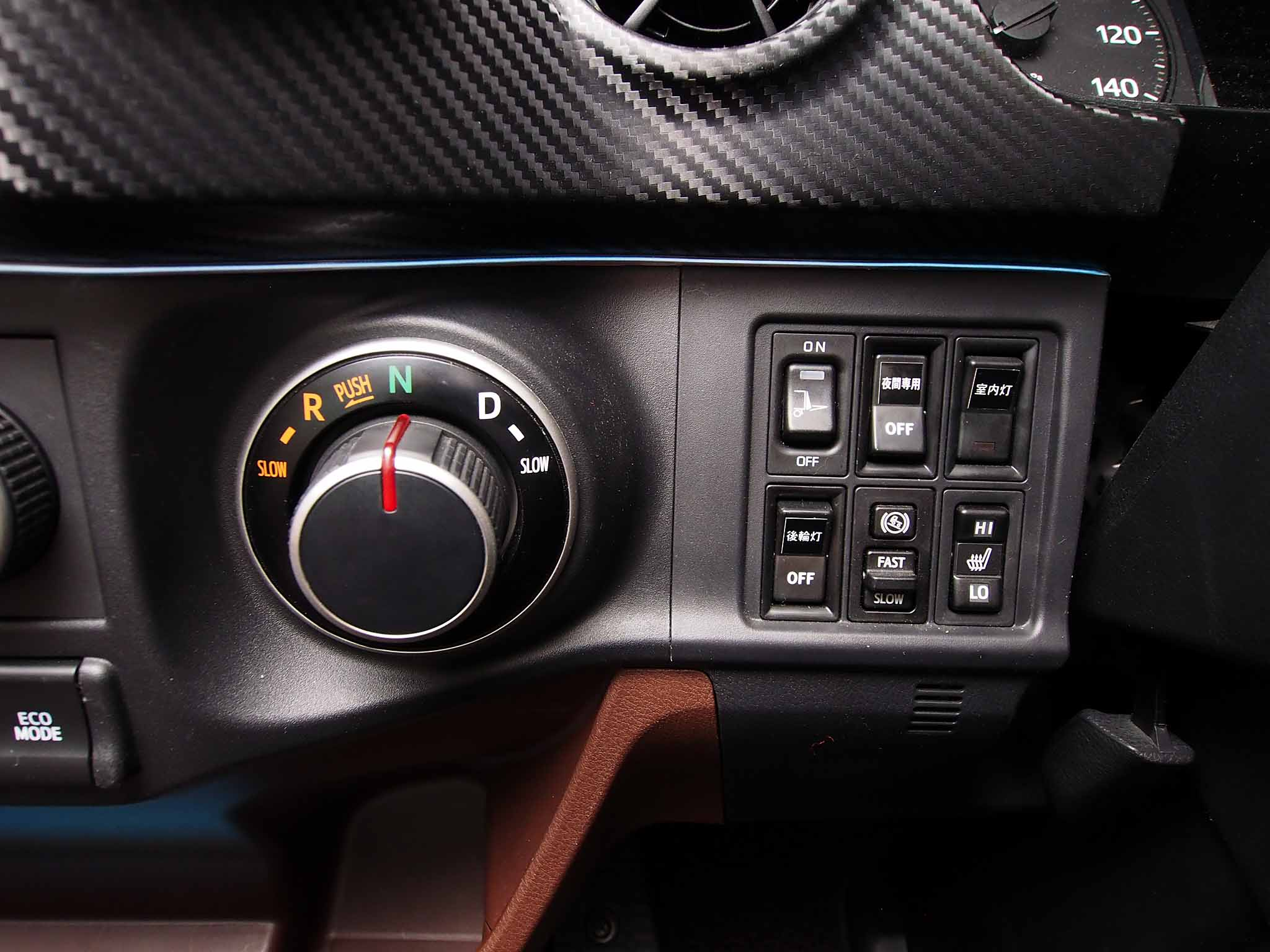
6세대 레인저 자동변속기
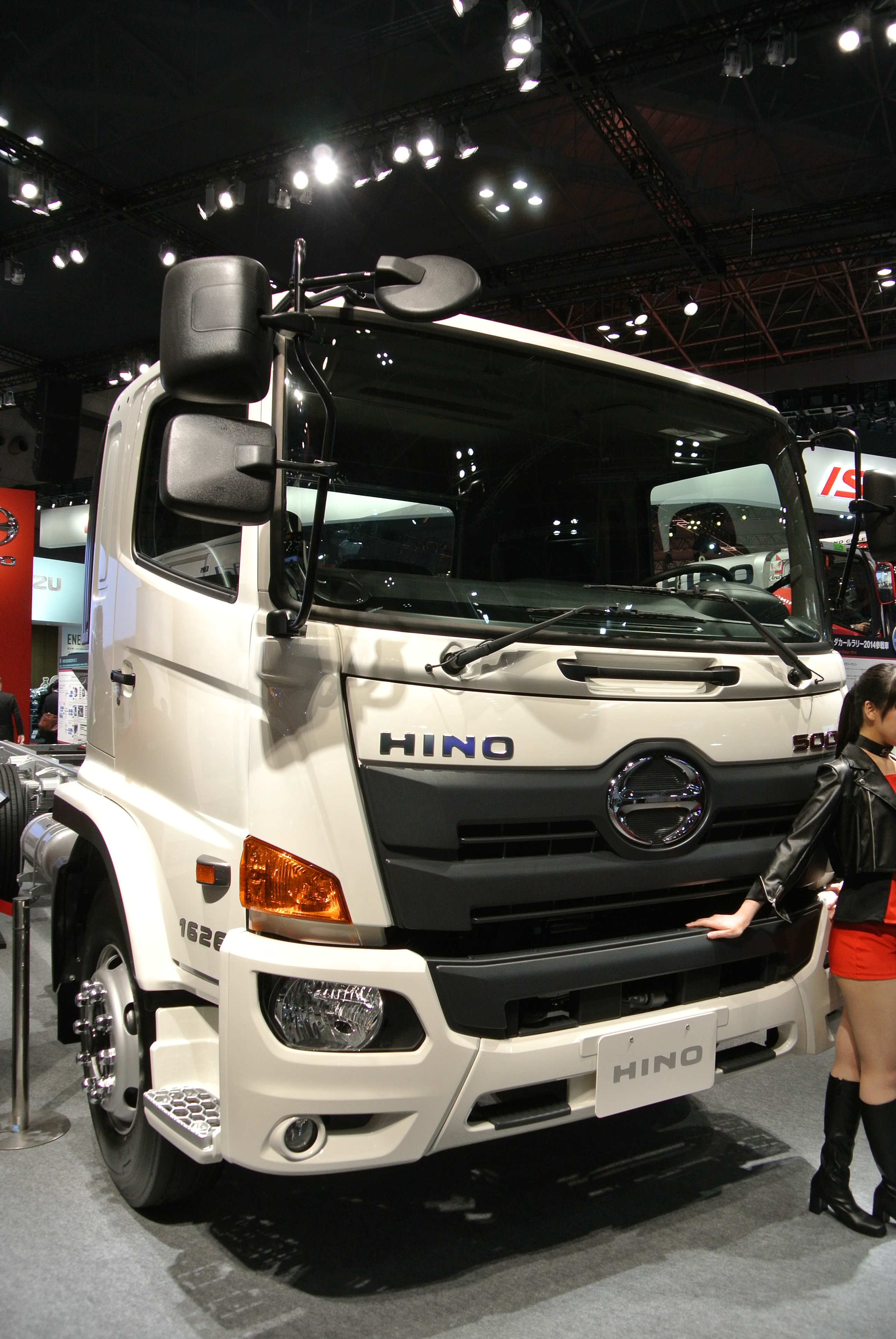
6세대 레인저 500

### 히노 레인져 데이캡 (1984년~1999년)

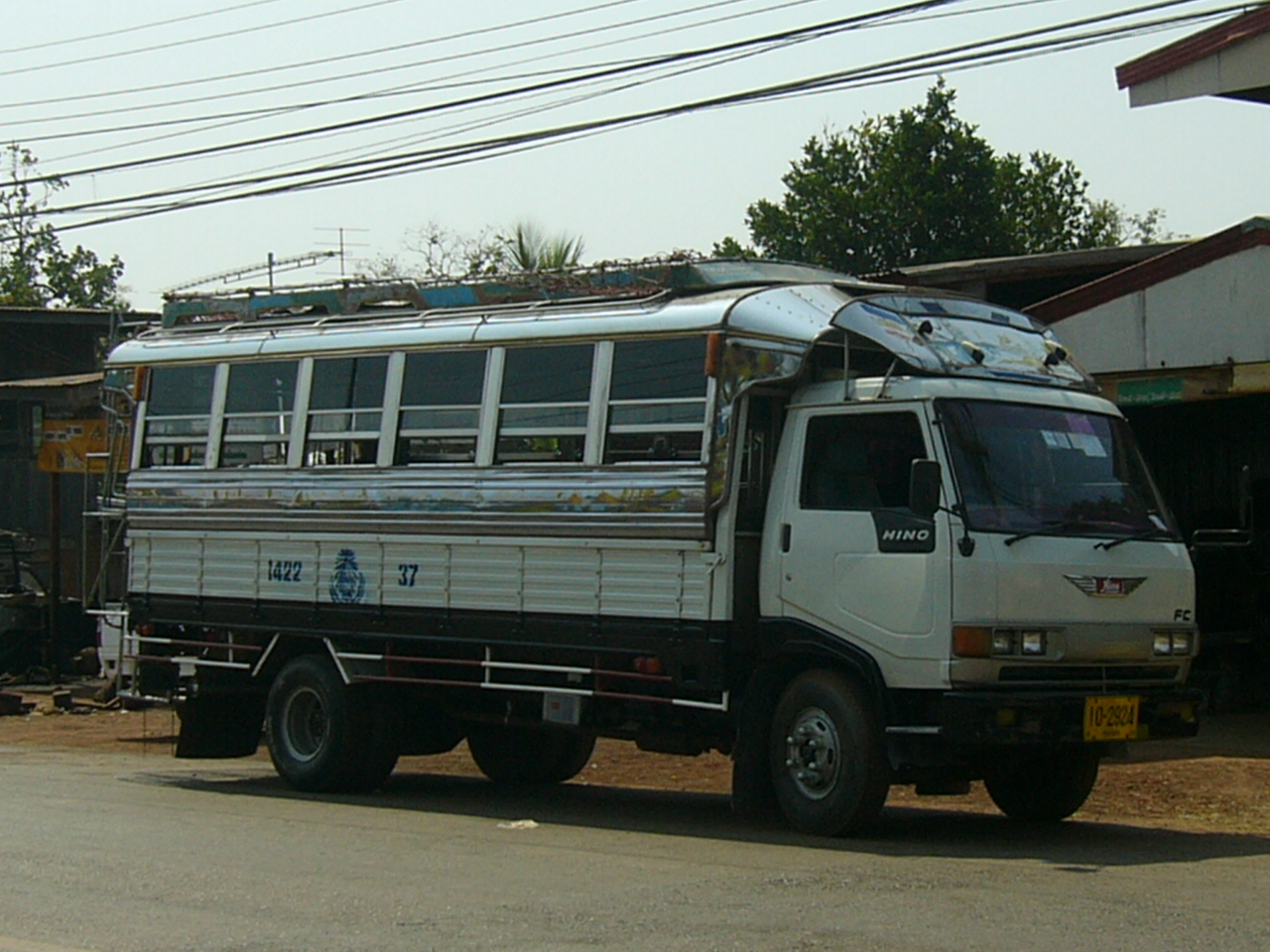
히노 레인져 데이캡 후기형

- 1984년 6월 : 히노 레인저 3M 모델의 후속으로 출시. 3.5톤급 FB, 4톤급 FC 모델이 있다.
- 1987년 4월 : 마이너 체인지로 프론트 그릴과 디자인이 변경되었다.
- 1988년 11월 : 마이너 체인지로 프론트 그릴이 변경되었다.
- 1989년 2월 : 4톤급 덤프 특별 사양이 출시되었다.
- 1990년 5월 : 마이너 체인지로 프론트 그릴과 디자인이 변경되었다.
- 1991년 : 본 모델을 기반으로 디젤 하이브리드 청소차를 개발했다.
- 1995년 2월 : 라이징 레인저 모델과 통합과 동시에 단종되었다. 다만 하이브리드 사양의 경우 1999년까지 생산했다.

### 히노 레인져 2/3 (1978년~1999년)

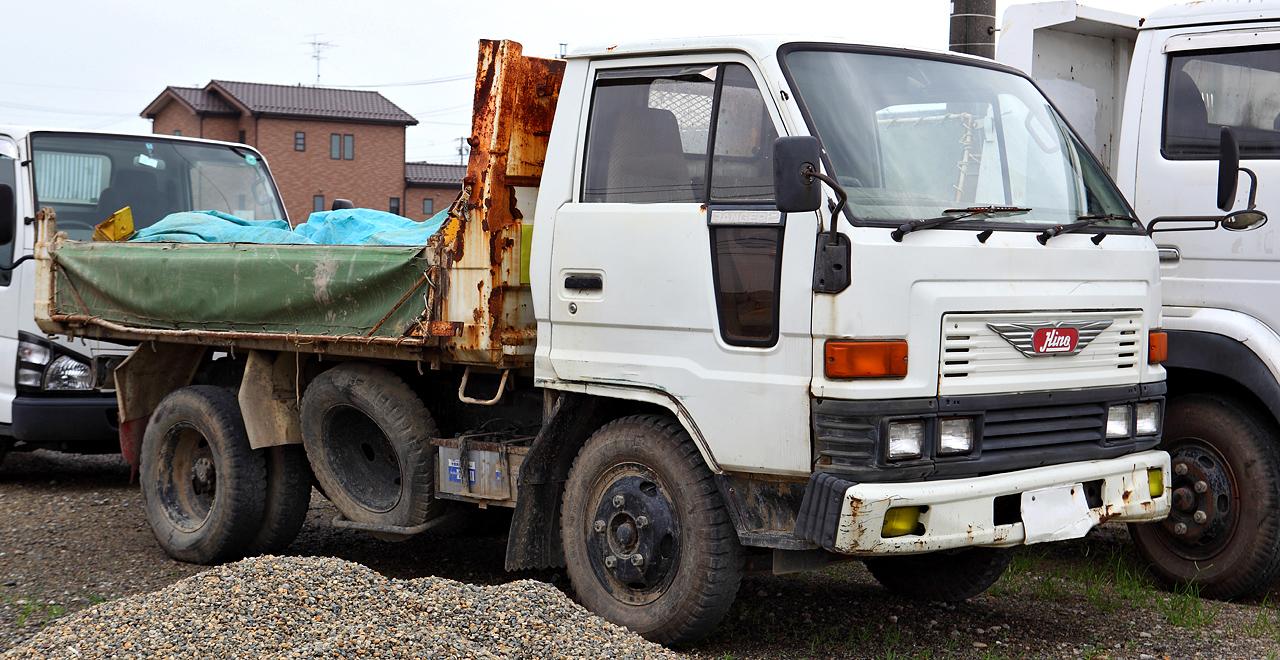
히노 레인져 2/3 초기형

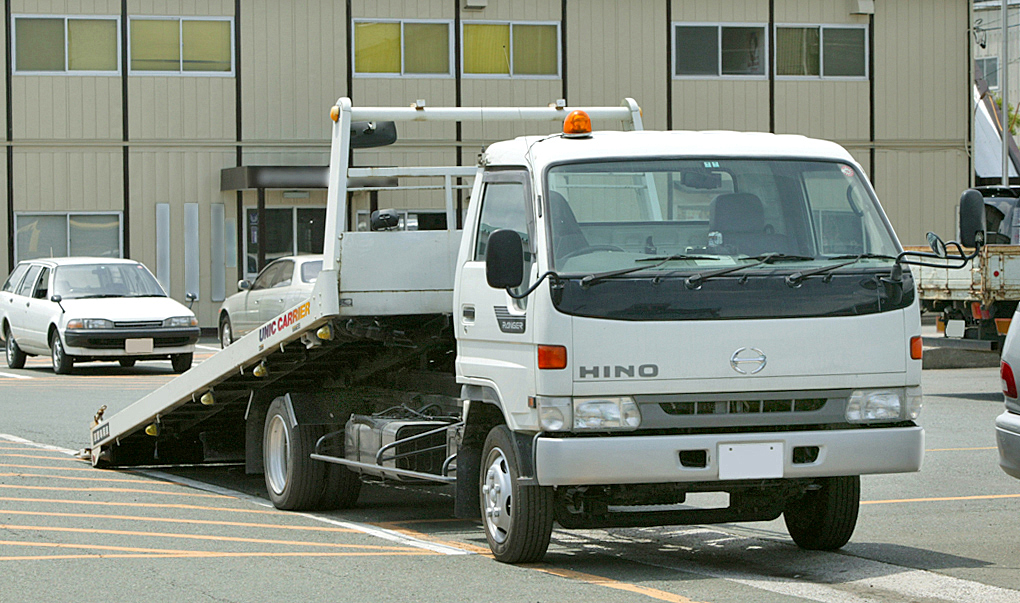
히노 레인져 2/3 후기형

- 1978년 8월 : 다이하츠 델타 모델을 OEM 사양으로 출시되었다. 프론트 그릴은 KL 레인저 모델과 유사하며 엔진은 도요타 자동차에서 생산된 B계가 탑재되었다. 또한 다이하츠 델타 모델과 달리 원박스의 루트형 밴은 존재하지 않았다.
- 1980년 1월 : 3톤 사양의 모델이 출시되었다.
- 1980년 10월 : 와이드캡 사양 모델이 출시되었다.
- 1984년 9월 : 풀모델 체인지로 엔진은 히노 자동차에서 생산된 W형이 탑재를 시작했다.
- 1995년 5월 : 풀모델 체인지로 토요타 다이나, 토요타 에이스 OEM 사양으로 변경되었다. 엔진은 W형 엔진에서 15B-F형으로 변경되었다.
- 1998년 10월 : 히노 레인저 2 모델 출시 20주년을 맞이해 커스텀 20 모델을 발매해 한정판으로 100대를 판매했다.

## 라인업

### 1세대, 2세대 (1964년부터1984년까지)
- KM
- KQ
- KL
- KL-S
- KL-SS
- KL-SD
- KR
- KJ
- KU
- WB

### 3세대 이후 (1984년부터 현재까지)
- 중형 트럭 : FC, FD, GD, FE
- 준대형 트럭 4×2 : FF, FG, FJ
- 중형 트럭 4WD : FT, FX, GT, GX
- 준대형 트럭 6×2: FL
- 준대형 트럭 6×4: GK, FM
- 트랙터 헤드 4×2: SG
- 트랙터 헤드 6×2: SL
- 트랙터 헤드 6×4: SM

## 같이 보기
- 히노 자동차
- 히노 K계/T계/H계 트럭
- 히노 프로피아
- 히노 듀트로